# Rinorea domatiosa
Rinorea domatiosa är en violväxtart som beskrevs av A.E. van Wyk. Rinorea domatiosa ingår i släktet Rinorea och familjen violväxter. Inga underarter finns listade i Catalogue of Life.